# Зверев, Дмитрий Юрьевич
Дми́трий Ю́рьевич Зве́рев (28 мая 1993) — казахстанский футболист, защитник клуба «Экибастуз».

## Карьера
Первой командой игрока стал темиртауский «Булат-АМТ».
В 2013-м году игрока заявляет молодёжная команда «Шахтёр». За основу карагандинской команды Дмитрий дебютировал в 2013 году в игре 28 тура чемпионата Казахстана против команды «Иртыш», выйдя на 65-й минуте вместо Михаила Габышева.

## Клубная статистика
| Клуб               | Сезон            | Лига             | Лига  | Лига | Кубки  | Кубки | Кубки | Конт. турниры | Конт. турниры | Конт. турниры | Прочие | Прочие | Прочие | Всего | Всего |
| Клуб               | Сезон            | Сорев.           | Матчи | Голы | Сорев. | Матчи | Голы  | Сорев.        | Матчи         | Голы          | Сорев. | Матчи  | Голы   | Матчи | Голы  |
| ------------------ | ---------------- | ---------------- | ----- | ---- | ------ | ----- | ----- | ------------- | ------------- | ------------- | ------ | ------ | ------ | ----- | ----- |
| Булат-АМТ          | 2011             | ПЛК              | 26    | 0    | КК     | 0     | 0     | -             | -             | -             | -      | -      | -      | 26    | 0     |
| Булат-АМТ          | 2012             | ПЛК              | 23    | 0    | КК     | 1     | 0     | -             | -             | -             | -      | -      | -      | 24    | 0     |
| Шахтёр (Караганда) | 2013             | ЧК               | 2     | 0    | КК     | 0     | 0     | ЛЧ+ЛЕ         | 0+0           | 0+0           | СК     | 0      | 0      | 2     | 0     |
| Шахтёр (Караганда) | Всего            | Всего            | 2     | 0    |        | 0     | 0     |               | 0             | 0             |        | 0      | 0      | 2     | 0     |
| Булат-АМТ          | 2014             | ПЛК              | 14    | 0    | КК     | 1     | 0     | -             | -             | -             | -      | -      | -      | 15    | 0     |
| Булат-АМТ          | Всего            | Всего            | 63    | 0    |        | 2     | 0     |               | -             | -             |        | -      | -      | 65    | 0     |
| Всего за карьеру   | Всего за карьеру | Всего за карьеру | 65    | 0    |        | 2     | 0     |               | 0             | 0             |        | 0      | 0      | 67    | 0     |